# 上更別駅

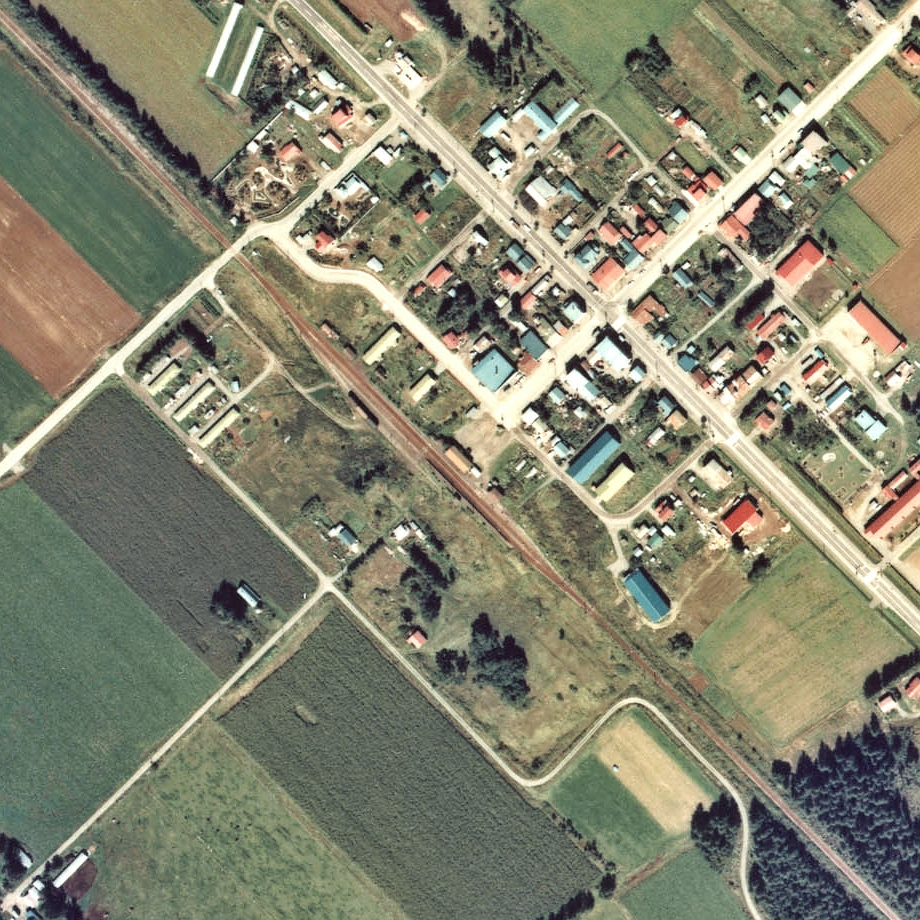
1977年の上更別駅と周囲約500m範囲。右下が広尾方面。

上更別駅（かみさらべつえき）は、北海道（十勝支庁）河西郡更別村字上更別にあった日本国有鉄道（国鉄）広尾線の駅（廃駅）である。電報略号はサヘ。事務管理コードは▲111508。

## 歴史
- 1930年（昭和5年）10月10日 - 国有鉄道広尾線中札内駅 - 大樹駅間延伸開通に伴い開業[3][4]。一般駅[3]。
- 1974年（昭和49年）12月15日  - 貨物・荷物（発送手荷物を除く）取扱い廃止[1]。
- 1984年（昭和59年）2月1日 - 無人駅となる。手荷物発送取扱い廃止[1]。出札・改札業務を停止し旅客業務を無人化[5]。列車交換設備は存置され、運転要員は営業最終日まで継続配置。
- 1987年（昭和62年）2月2日 - 広尾線の廃線に伴い廃止となる[1]。

### 駅名の由来
更別駅より猿別川（更別川）上流に位置することから「上」を冠した。

## 駅構造
廃止時点で、単式ホーム・島式ホーム（片面使用）複合型2面2線を有する地上駅で、列車交換可能な交換駅であった。互いのホームは駅舎側ホーム中央部分と島式ホーム北側を結んだ構内踏切で連絡した。駅舎側単式ホーム（東側）が下りの1番線、島式ホーム（東側）が下りの2番線となっていた。島式ホームの外側1線は、帯広方から分岐した行き止まりの側線となっており、そのほか1番線の広尾方から分岐し駅舎南側のホーム切欠き部分の貨物ホームへの貨物側線を1線有していた。
無人駅扱いの運転取扱い要員のみが配置されていた駅であった。駅舎は構内の北東側（広尾方面に向かって左側）に位置し1番線ホーム中央部に接していた。

## 利用状況
1981年度（昭和56年度）の1日乗降客数は20人。

## 駅周辺
- 北海道道210号尾田豊頃停車場線
- 国道236号（広尾国道）[8]
- 十勝スピードウェイ
- 更別村立上更別小学校
- 更別湿原 - 駅から北東に約0.6km[7]。北海道天然記念物のヤチカンバが生育している[7]。
- 十勝バス「上更別」停留所

## 駅跡
1999年（平成11年）時点では「上更別駅」と記載された記念碑が建立されていた。この記念碑は更別駅と同様のもので、表側下段の碑文は同文となっているが、表側上段の駅舎をスケッチした陶板と裏面の駅名標は当駅のものになっている。2010年（平成22年）時点、2011年（平成23年）時点でも同様であった。駅跡自体は空地になっており、線路跡も確認できる。

## 隣の駅
日本国有鉄道
広尾線
更別駅 - 上更別駅 - 忠類駅